# Country-Musik 1973
Die Liste bietet eine Übersicht über das Jahr 1973 im Genre Country-Musik.

## Top Hits des Jahres

### Nummer-1-Hits
- 20. Januar – Soul Song – Joe Stampley
- 27. Januar – (Old Dogs, Children and) Watermelon Wine – Tom T. Hall
- 3. Februar – She Needs Someone to Hold Her When She Cries – Conway Twitty
- 17. Februar – I Wonder if They Ever Think of Me – Merle Haggard and the Strangers
- 24. Februar – Rated ‚X‘ – Loretta Lynn
- 3. März – The Lord Knows I’m Drinkin’ – Cal Smith
- 10. März – ’Til I Get it Right – Tammy Wynette
- 17. März – The Teddy Bear Song – Barbara Fairchild
- 31. März – Keep Me in Mind – Lynn Anderson
- 7. April – Super Kind of Woman – Freddie Hart
- 14. April – A Shoulder to Cry On – Charley Pride
- 21. April – Superman – Donna Fargo
- 28. April – Behind Closed Doors – Charlie Rich
- 12. Mai – Come Live With Me – Roy Clark
- 19. Mai – What’s Your Mama’s Name – Tanya Tucker
- 26. Mai – Satin Sheets – Jeanne Pruett
- 9. Juni – You Always Come Back to Hurtin’ Me – Johnny Rodriguez
- 16. Juni – Kids Say the Darndest Things – Tammy Wynette
- 23. Mai – Satin Sheets – Jeanne Pruett
- 30. Juni – Don’t Fight the Feelings of Love – Charley Pride
- 7. Juli – Why Me – Kris Kristofferson
- 14. Juli – Love is the Foundation – Loretta Lynn
- 28. Juli – You Were Always There – Donna Fargo
- 4. August – Lord, Mr. Ford – Jerry Reed
- 11. August – Trip to Heaven – Freddie Hart
- 18. August – Louisiana Woman, Mississisippi Man – Conway Twitty und Loretta Lynn
- 25. August – Everybody’s Had the Blues – Merle Haggard and the Strangers
- 8. September – You’ve Never Been This Far Before – Conway Twitty
- 29. September – Blood Red and Goin’ Down – Tanya Tucker
- 6. Oktober – You’re the Best Thing That’s Ever Happened to Me – Ray Price
- 13. Oktober – Ridin’ My Thumb to Mexico – Johnny Rodriguez
- 27. Oktober – We’re Gonna Hold On – George Jones und Tammy Wynette
- 10. November – Paper Roses – Marie Osmond
- 24. November – The Most Beautiful Girl – Charlie Rich
- 15. Dezember – Amazing Love – Charley Pride
- 22. Dezember – If We Make it Through December – Merle Haggard and the Strangers

### Weitere Hits
- Amanda – Don Williams
- Any Old Wind That Blows – Johnny Cash
- Baby's Gone – Conway Twitty
- Bring it On Home to Your Woman – Joe Stampley
- Can I Sleep in Your Arms – Jeannie Seely
- Come Early Morning – Don Williams
- The Corner of My Life – Bill Anderson
- Country Sunshine – Dottie West
- Danny’s Song – Anne Murray
- Don’t Give Up On Me – Jerry Wallace
- Dreaming My Dreams With You – Waylon Jennings
- Drift Away – Narvel Felts
- Dueling Banjos – Eric Weissberg & Steve Mandell
- The Emptiest Arms in the World – Merle Haggard and the Strangers
- Good Times – David Houston
- I Hate You – Ronnie Milsap
- I Love You More and More Every Day – Sonny James
- I’m Your Woman – Jeanne Pruett
- If Teardrops Were Pennies – Porter Wagoner und Dolly Parton
- If You Can Live With It (I Can Live Without It) – Bill Anderson
- If You Can’t Feel It (It Ain’t There) – Freddie Hart
- Jamestown Ferry – Tanya Tucker
- Just What I Had in Mind – Faron Young
- Kid Stuff – Barbara Fairchild
- The Last Love Song – Hank Williams Jr.
- Let Me Be There – Olivia Newton-John
- Little Girl Gone – Donna Fargo
- Love Me – Marty Robbins
- Love’s the Answer – Tanya Tucker
- Lovin' on Back Streets – Mel Street
- The Midnight Oil – Barbara Mandrell
- Mr. Lovemaker – Johnny PayCheck
- My Tennessee Mountain Home – Dolly Parton
- Neon Rosie – Mel Tillis and the Statesiders
- Nobody Wins – Brenda Lee
- Nothing Ever Hurt Me (Half as Bad As Losing You) – George Jones
- Pass Me By – Johnny Rodriguez
- Ravishing Ruby – Tom T. Hall
- Red Necks, White Socks and Blue Ribbon Beer – Johnny Russell
- Sawmill – Mel Tillis and the Statesiders
- Send Me No Roses – Tommy Overstreet
- The Shelter of Your Eyes – Don Williams
- Sing About Love – Lynn Anderson
- Slippin' and Slidin – Billy "Crash" Craddock
- Slippin’ Away – Jean Shepard
- Southern Loving – Jim Ed Brown
- Stay All Night (Stay a Little Longer) – Willie Nelson
- Sunday Sunrise – Brenda Lee
- Sweet Country Woman – Johnny Duncan
- ’Til the Water Stops Runnin’ – Billy "Crash" Craddock
- Top of the World – Lynn Anderson
- Touch the Morning – Don Gibson
- Uneasy Rider – Charlie Daniels Band
- Walking Piece of Heaven – Marty Robbins
- What My Woman Can't Do – George Jones
- Yellow Ribbon – Johnny Carver
- You Ask Me To – Waylon Jennings
- You Can Have Her – Waylon Jennings
- You Lay So Easy on My Mind – Bobby G. Rice

## Alben (Auswahl)
- Honky Tonk Heroes – Waylon Jennings (RCA)
- The Midnight Oil – Barbara Mandrell (Columbia)
- Shotgun Willie – Willie Nelson (Atlantic)

## Geboren
- 26. Juni – Gretchen Wilson
- 8. August – Mark Wills

## Gestorben
- 10. November – Stringbean, 58, Banjo-Spieler und Komiker in der TV-Serie Hee Haw

## Neue Mitglieder der Hall of Fames

### Country Music Hall of Fame
- Chet Atkins (1924–2001)
- Patsy Cline (1932–1963)

### Nashville Songwriters Hall of Fame
- Jack Clement (1931–2013)
- Don Gibson (1928–2003)
- Harlan Howard (1927–2002)
- Roger Miller (1936–1992)
- Willie Nelson (* 1933)[1]

## Die wichtigsten Auszeichnungen

### Grammys
- Best Female Country Vocal Performance – Donna Fargo – Happiest Girl In The Whole USA
- Best Male Country Vocal Performance – Charley Pride – Charley Pride Sings Heart Songs
- Best Country Performance By A Duo Or Group – Statler Brothers – Class Of '57
- Best Country Instrumental Performance – Charlie McCoy – Charlie McCoy / The Real McCoy
- Best Country Song – Kiss An Angel Good Mornin‘ – Charley Pride, (Autor: Ben Peters)[2]

### Academy of Country Music Awards
- Entertainer Of The Year – Roy Clark
- Song Of The Year – The Happiest Girl In The Whole U.S.A. – Donna Fargo – Yvonne Silver
- Single Of The Year – Happiest Girl – Donna Fargo
- Album Of The Year – Happiest Girl – Donna Fargo
- Top Male Vocalist – Merle Haggard
- Top Female Vocalist – Donna Fargo
- Top Vocal Group – Statler Brothers
- Top New Male Vocalist – Johnny Rodriguez
- Top New Female Vocalist – Tanya Tucker

### Country Music Association Awards
- Entertainer of the Year – Roy Clark
- Male Vocalist of the Year – Charlie Rich
- Female Vocalist of the Year – Loretta Lynn
- Instrumental Group of the Year – Danny Davis & the Nashville Brass
- Vocal Group of the Year – Statler Brothers
- Vocal Duo of the Year – Conway Twitty and Loretta Lynn
- Single of the Year – Behind Closed Doors, Charlie Rich
- Song of the Year – Behind Closed Door, Kenny O’Dell
- Album of the Year – Behind Closed Doors, Charlie Rich
- Instrumentalist of the Year – Charlie McCoy